# Mohrigia insolenta
Mohrigia insolenta är en tvåvingeart som beskrevs av Hans-Georg Rudzinski 2006. Mohrigia insolenta ingår i släktet Mohrigia och familjen sorgmyggor.
Artens utbredningsområde är Taiwan. Inga underarter finns listade i Catalogue of Life.